# شبیه‌خوانی

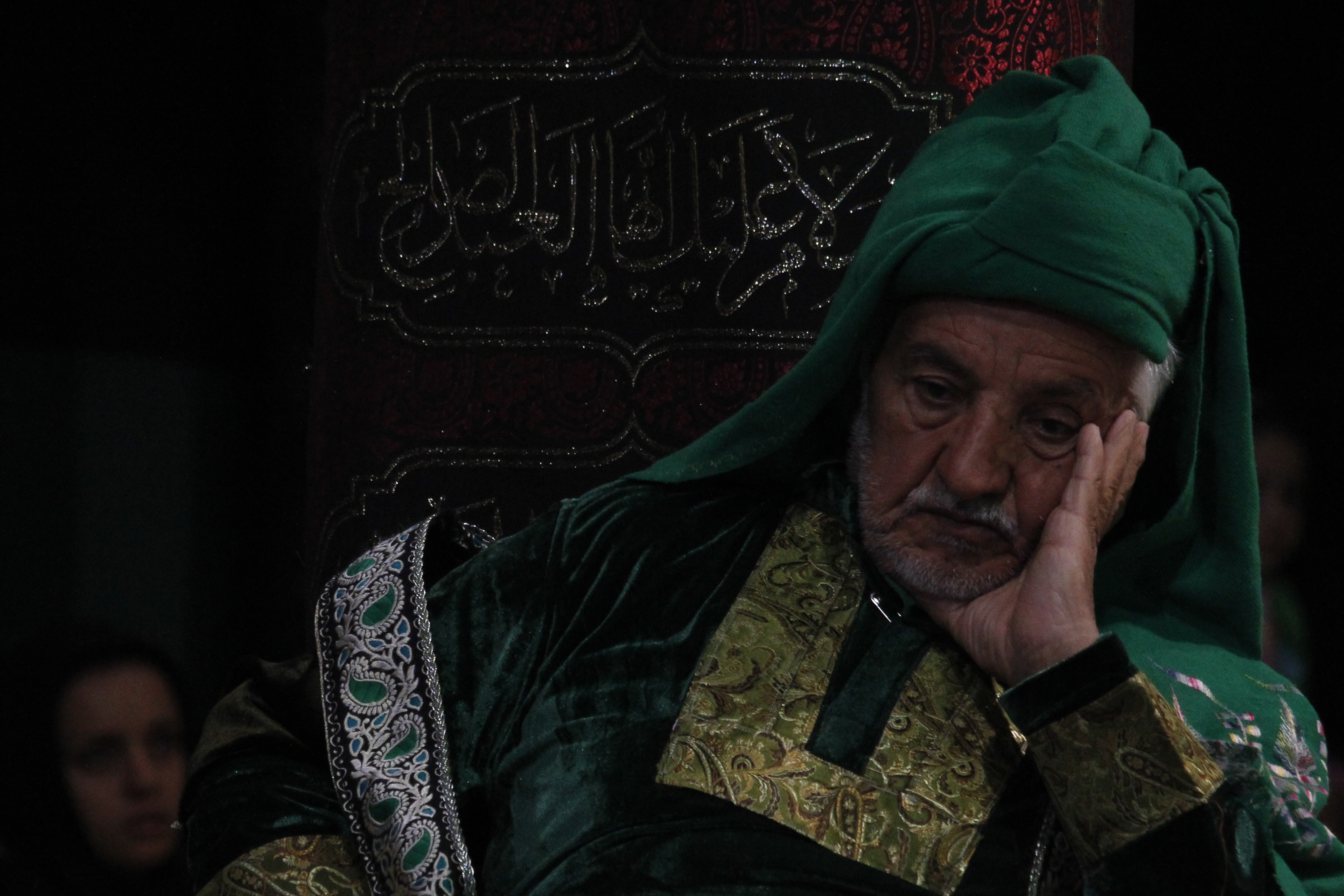
شبیه خوانان ایران- تفرش

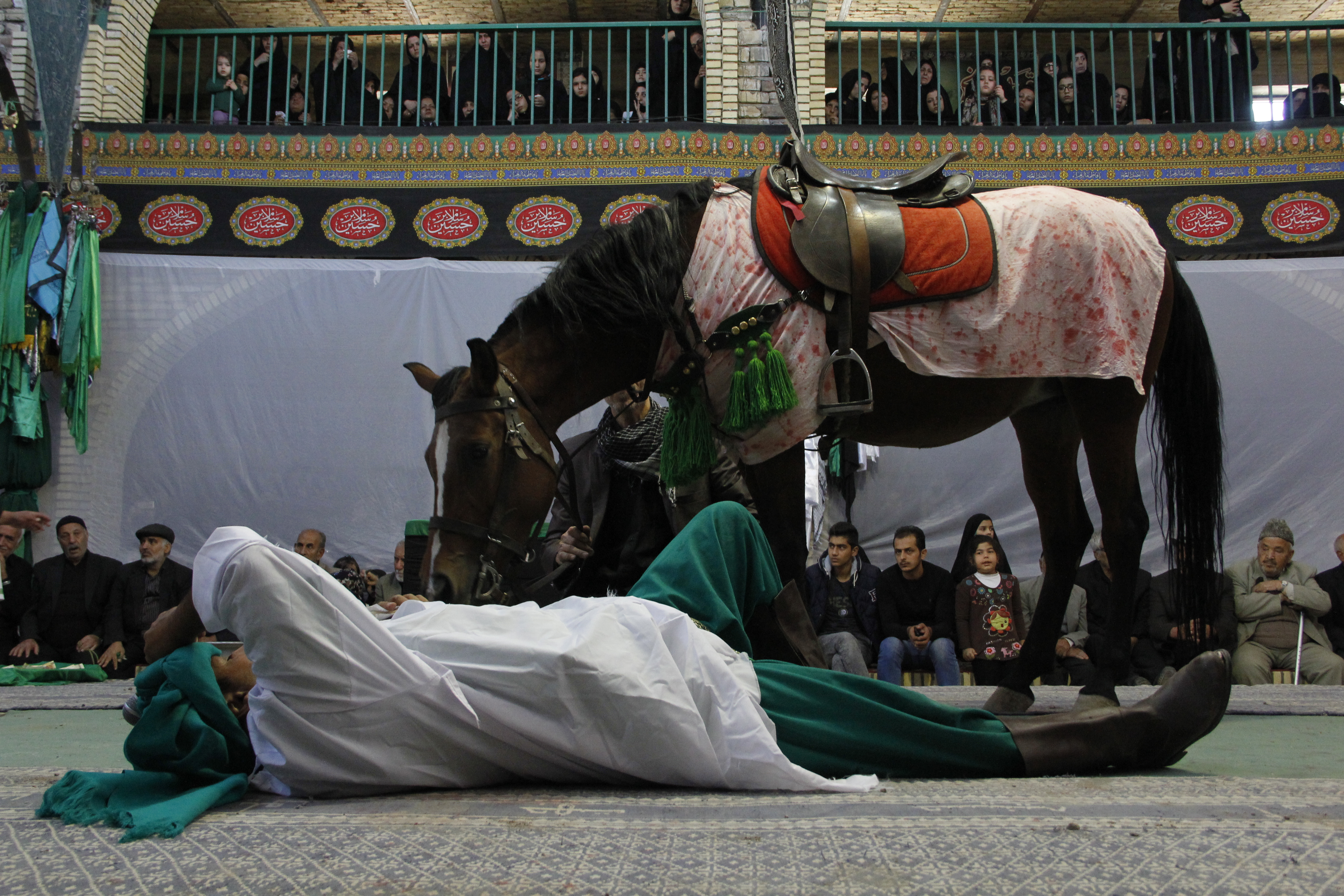
شبیه خوانی در تفرش

شبیه‌خوانی شبیه تعزیه است. تعزیه مفهوم عزاداری و سوگواری را دربردارد، در طی دوران یکصد تا یکصد و پنجاه سال تکامل واقعیِ خود از لحاظ مضمون و شیوه اجرا و تنوع در موضوع، قسمی را ایجاد کرده که در آن جنبه عزاداری ندارد و علت آن است که هر پدیده اجتماعی با گذشت زمان هم تحول می‌یابد و هم تکامل.
شبیه خوانی‌های زنانه که دربردارنده قضایا و حوادث و مسائلی است که جنبه‌های شادِ آن بسیار بر جنبه غمگینانه اش افزونی دارد، مانند شبیه خوانی «عروسی قریش» یا «عروسی رفتن فاطمه الزهرا» است.
ناصرالدین شاه که همیشه از هر چیزی وسیله ای برای تفریح درست می‌کرد تلاش فراوانی به خرج داد و شبیه خوانی را وسیله تجمل و جلال سلطنتش کرد.
(تشبه) یکی از مفاهیم بحث انگیز در فرایند نمایشی شدن وقایع کربلا است. این مفهوم با در نظر داشتن پیشینه ای که در علم کلام، عرفان و به خصوص فقه دارد، از سه بعد در تعزیه شایان توجه و قابل بررسی است: 1) تشبه، پیوند عمیقی با نهادن نام "شبیه خوانی" بر تعزیه دارد. 2) تشبه به امامان (ع)؛ تشبه به کفار و دشمنان ائمه و تشبه مردان به زنان؛ از مسائل مناقشه برانگیز فقهی هستند که شاهد حضور آنها در تعزیه نیز هستیم. 3) اهمیت مساله تشبه نزد فقها، منجر به صدور فتاوی گوناگون از سوی آنها می شود. این فتاوی از سوی دیگر، تاثیر آشکاری نیز بر شیوه شبیه خوانی دارند . 

## شبیه‌خوانی در خوزستان و استان ایلام
شهر حر از توابع شهرستان شوش در حاشیه رودخانه دز از محل‌هایی است که شبیه خوانی در آن اجرا می‌شود. بعضی از سالخوردگان منطقه چنین نقل می‌کنند که ابتدا این مراسم توسط شیخ فرحان و شیخ غافل و شیخ فارس ابن شیخ سالم از قبیله آل کثیر تیره بیت کریم (بیت چریم) بوده است و شروع آن در اواسط قرن دوازدهم هجری قمری می‌باشد. شیخ غافل سال (۱۲۲۴هجری قمری مصادف با ۱۱۸۱ هجری خورشیدی) به همراهی شخصی روحانی بنام شیخ حسین به قصد زیارت عتبات عالیات به عراق سفر کرده و به شهر حله رسیدند. به علتی که زمان این سفر مصادف با ماه محرم بود و مراسم عزاداری شبیه یا تعزیه گردانی را مشاهده نمود و شیخ غافل تمایل خود را به برپایی این عزاداری در منطقه خود را به شیخ حسین ابراز نمود و از وی خواست نسبت به یادگیری و یادداشت شعرهای آن اقدام کند. شیخ غافل آن را اجرا کرد. در سال بعد شیخ غافل به همراهی شیخ حسین اقدام به برگزاری این مراسم در منطقه خود کردند.